# Bandraboua
Bandraboua és un municipi francès, situat a la col·lectivitat d'ultramar de Mayotte. El 2007 tenia 9.013 habitants.